# Rybníky na Mrlině
Toto je seznam rybníků na řece Mrlině, uvedených v pořadí od pramene k ústí do řeky Labe.
| Pořadí | Rybník              | Plocha [ha] | Okres   | Katastr              |
| ------ | ------------------- | ----------- | ------- | -------------------- |
| 1.     | Mordýř              | 2,9         | Jičín   | Nadslav              |
| 2.     | Střevačský rybník   | 6,2         | Jičín   | Střevač              |
| 3.     | Jordán              | ?           | Jičín   | Střevač              |
| 4.     | Zásobní rybník      | 2,6         | Jičín   | Bartoušov, Jičíněves |
| 5.     | Žitětínský rybník   | 3,2         | Jičín   | Žitětín              |
| 6.     | Bartoušovský rybník | 5,3         | Jičín   | Bartoušov            |
| 7.     | Zámecký rybník      | 12,6        | Jičín   | Kopidlno             |
| 8.     | Lohovský rybník     | 0,1         | Nymburk | Podolí u Rožďalovic  |
| 9.     | Bučický rybník      | 20,4        | Nymburk | Rožďalovice          |
| 10.    | Návesní rybník      | 1,5         | Nymburk | Podlužany            |